# ماتس دانيلسون
ماتس دانيلسون (بالسويدية: Mats Danielsson)‏ هو ضابط سويدي، ولد في 20 يونيو 1962 في Porjus church parish ‏ في السويد.